# أنيفيون (أرغوليس)

أنيفيون (Ανύφιον) هي مدينة في أرغوليس في مقاطعة كينتريكي إلادا في اليونان.
يبلغ عدد سكانها حوالي 861   نسمة.